# غم‌انگیزترین واژه بدرود است
« غم‌انگیزترین واژه بدرود است» (به انگلیسی: Goodbye's (The Saddest Word)) تک‌آهنگی از هنرمند اهل کانادا سلین دیون است که در ۱۸ نوامبر ۲۰۰۲ منتشر شد.